# Henri Dupuy de Lôme

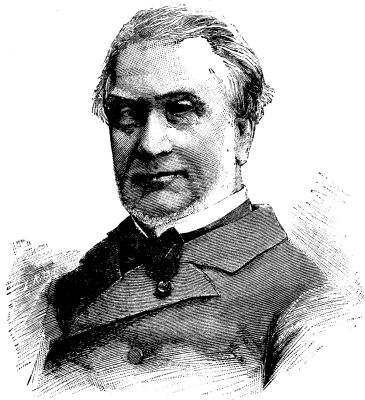
Henri Laurent Dupuy de Lôme

Stanislas Charles Henri Laurent Dupuy de Lôme (* 15. Oktober 1816 in Ploemeur bei Lorient, Frankreich; † 1. Februar 1885 in Paris) war ein französischer Schiffbauingenieur und Politiker. Unter anderem konstruierte er 1859 mit der La Gloire das erste Panzerschiff der Welt.

## Leben

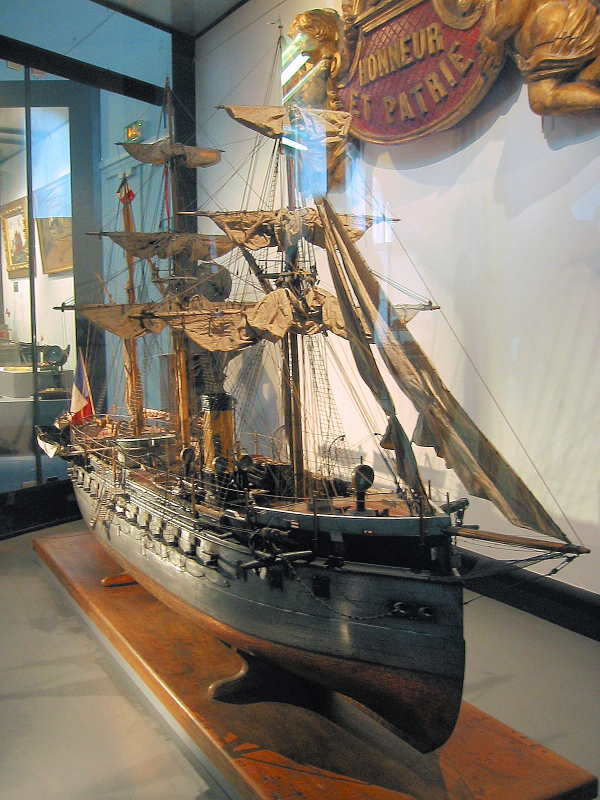
Modell der La Gloire, dem ersten gepanzerten Schlachtschiff der Weltmeere

Henry Laurent trat 1835 in die École polytechnique ein und widmete sich dem Marineingenieurwesen. 1842 von der Regierung nach England geschickt, um den Bau eiserner Schiffe zu studieren, berichtete er über seine Erfahrungen, insbesondere auch die beim Bau der Radfregatte Guadeloupe, in dem «Mémoire sur la construction des bâtiments en fer» (Par. 1844), nach welchem das erste französische Schiff dieser Art in Toulon erbaut wurde. Lange Zeit war er mit der Inspektion der Dampfschiffe in Toulon beauftragt. 1853 wurde er Ingenieur erster Klasse, 1857 ins Marineministerium berufen, und in der Folge wurde er Generalinspektor der Marine und Direktor der Schiffbauten.
1866 wurde er in die Académie des sciences in Paris aufgenommen.

## Werk

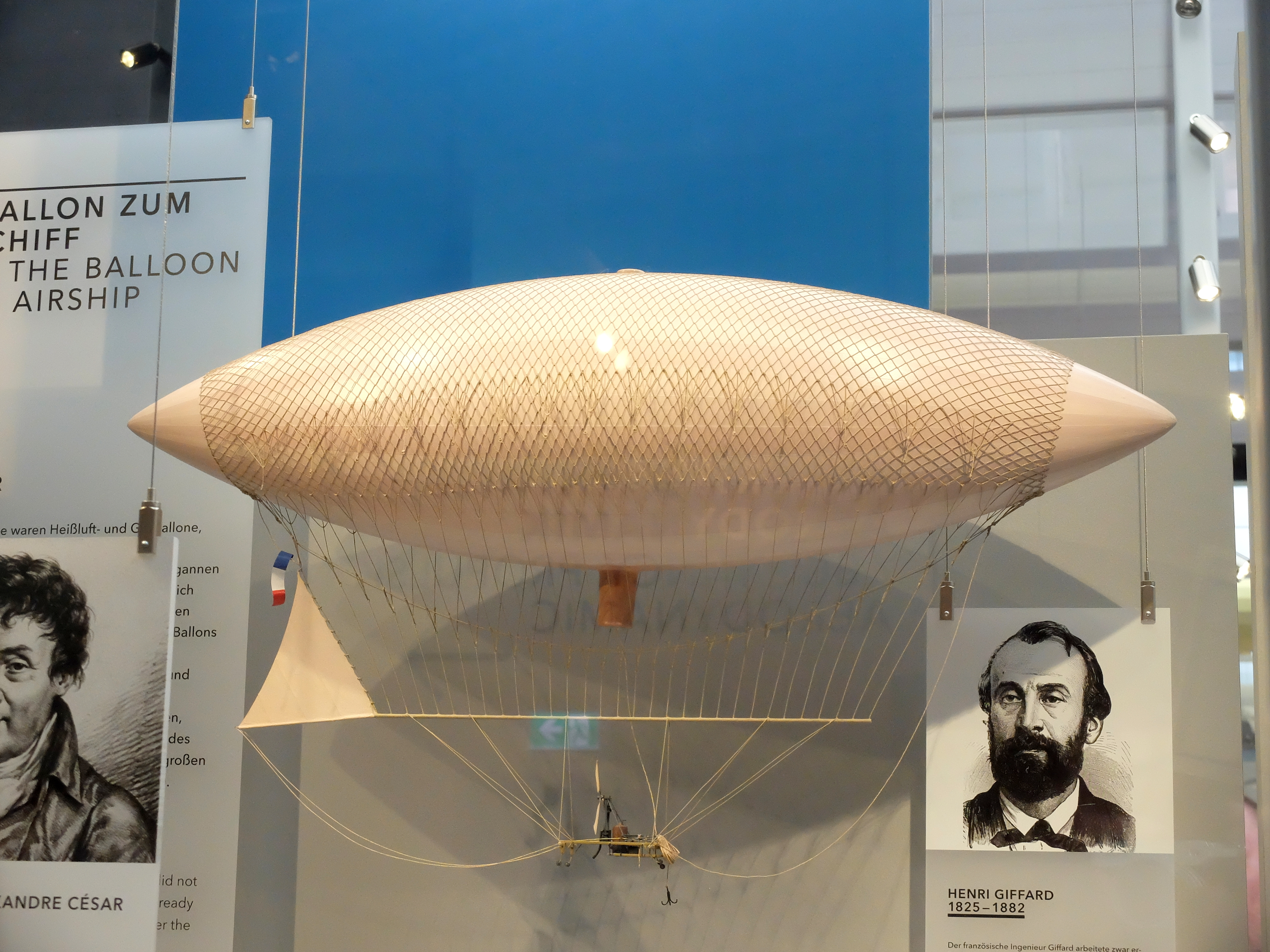
Modell seines Luftschiffs im Zeppelin-Museum

Dupuy de Lôme hat große Verdienste um die Entwicklung der französischen Flotte des 19. Jahrhunderts. Er baute 1848 bis 1852 das erste große Schraubenlinienschiff, wandelte die alten Segelkriegsschiffe in moderne Dampfer um und schuf 1859 mit der La Gloire das erste hochseetaugliche Panzerschiff, dessen Erscheinen eine neue Epoche einläutete. Die beiden von ihm entworfenen Schiffe Magenta und Solférino waren die einzigen Breitseitschiffe mit zwei Batteriedecks, die gebaut wurden, sowie die ersten Panzerschiffe mit Rammsporn.
Er reorganisierte die Werkstätten und Schiffswerften in Marseille und konstruierte für die „Compagnie des Messageries impériales“ eine neue Form von Paketbooten. Er konstruierte auch einen neuen Typus von Schiffsmaschinen. Im Zuge der Belagerung von Paris war er ab 1870 Mitglied des Komitees für die Verteidigung der Festungen. Hierbei beschäftigte de Lôme sich hauptsächlich mit der Konzeption eines durch einen Staatskredit finanzierten Luftschiffs. Erst nach Beendigung des Krieges wurde dieses Luftschiff im Jahr 1872 erstmals getestet. Zwar wies das Schiff dato eine deutliche Verbesserung zu der vorherrschenden Ballontechnik aus. Dennoch setzte sich die Konzeption nicht durch – insbesondere blieb das Luftschiff noch hinter den technischen Möglichkeiten des Luftschiffs von Henri Giffard zurück.
Im Rahmen der Entwicklung von U-Booten in Frankreich entwickelte Henri Dupuy de Lôme zusammen mit Gustave Zédé ein batteriebetriebenes U-Boot namens Gymnote, das in Toulon gebaut wurde.
Ab 1867 gehörte Dupuy de Lôme als Sénateur inamovible dem französischen Senat an.